# 中川龍太郎
中川 龍太郎（なかがわ りゅうたろう、1990年1月29日 - ）は、日本の映画監督、脚本家。詩人としても活動。

## 来歴
神奈川県川崎市出身。桐蔭学園高等学校、慶應義塾大学文学部国文学科卒業。
高校在学中の2007年、『詩集 雪に至る都』を出版。産経新聞「朝の詩」欄、やなせたかし主宰「詩とファンタジー」（かまくら春秋社）誌等を中心に活動。2009年、『椅子』で第2回「詩とファンタジー」年間優秀賞を最年少で受賞。
慶應義塾大学文学部進学後、独学で映画制作を開始。2012年、自主制作で監督した『Calling』がボストン国際映画祭で最優秀撮影賞受賞。同年、『雨粒の小さな歴史』がニューヨーク市国際映画祭で入選。
2014年、『愛の小さな歴史』が第27回東京国際映画祭日本映画スプラッシュ部門に選出。ユーロスペース他、ロードショー。フランスの映画批評誌カイエ・デュ・シネマから「包み隠さず感情に飛び込む映画」、Film Business Asiaから「日本のインディーズ映画の新鮮なる才能を確信した」と評される。
2015年、仲野太賀を主演に迎え、自身の体験に基づいた『走れ、絶望に追いつかれない速さで』を発表。東京国際映画祭史上初の2年連続となる入選を果たす。カイエ・デュ・シネマにて「東京国際映画祭の目的はこの監督のような"クール・ジャパン"とは程遠い、極めて感度の高い作家を支えることにある。ともすると見過ごされかねないこのような監督を創作の世界の端から主流のステージに持ってくることが必要だ」と評される。
2017年、『四月の永い夢』が世界四大映画祭の一つ第39回モスクワ国際映画祭のメインコンペティション部門に正式出品され、国際映画批評家連盟賞を受賞、ロシア映画批評連盟特別表彰を授与、喜びを語った。第19回台北映画祭のアジアプリズム部門にも選出される。
2019年、松本穂香主演の『わたしは光をにぎっている』が第41回モスクワ国際映画祭に特別招待作品として出品された。
同年、宮下奈都の同名小説を原作とする『静かな雨』を発表。仲野太賀、元乃木坂46の衛藤美彩のダブル主演。2019年10月の第24回釜山国際映画祭でワールドプレミア上映される。第20回東京フィルメックスのコンペティション部門で上映され、観客賞を受賞。
2021年、Huluオリジナルドラマ『息をひそめて』（全8話）が4月23日より配信。第25回文化庁メディア芸術祭審査委員会推薦作品に選出。
2022年、ジブリパーク開業にあわせ、スタジオジブリの制作で愛知県観光動画『風になって、遊ぼう。』を手掛ける。
2022年、岸井ゆきのを主演に、浜辺美波や杉野遥亮を出演に迎えた『やがて海へと届く』が公開。第24回ウディネ・ファーイースト映画祭に選出。
2022年9月、株式会社Tokyo New Cinemaを退社。自身の公式サイトを公開。
2023年12月、THE RAMPAGE from EXILE TRIBEの川村壱馬、RIKU、吉野北人を主演に迎えた『MY (K)NIGHT マイ・ナイト』が公開。第36回東京国際映画祭のガラ・セレクション部門に正式招待。
2024年12月、横浜流星主演のABEMAオリジナル連続ドラマ『わかっていても the shapes of love 』（全８話）がABEMA ＆ Netflixにて全世界配信開始。

## 作品

### 映画
- Calling（2012年、監督・脚本）
- 雨粒の小さな歴史（2012年、監督・脚本）
- Plastic Love Story（2014年、監督・脚本）
- 愛の小さな歴史（2015年、監督・脚本）
- 走れ、絶望に追いつかれない速さで（2016年、監督・脚本）
- 四月の永い夢（2018年、監督・脚本）
- わたしは光をにぎっている（2019年、監督・脚本）
- 静かな雨（2020年、監督・脚本）
- 蒲田前奏曲 第一番・蒲田哀歌（2020年、監督・脚本）
- やがて海へと届く（2022年、監督・脚本）
- わたしの見ている世界が全て（2023年、原案）
- MY (K)NIGHT（2023年、監督・脚本）

### ドラマ
- スポットライト 第2話「春が終わる」(2020年、TOKYO MX、監督・脚本・編集）
- 息をひそめて 全8話 (2021年、Hulu、監督・脚本)
- 湯あがりスケッチ 全8話（2022年、ひかりTV、監督・脚本）
- イカロス 片羽の街 「十年と永遠」（2023年、U-NEXT、監督・脚本）
- treatment「haru take X」(2023年、TOKYO MX、監督・脚本）
- treatment「Perfect Love Story」前編・後編（2023年、TOKYO MX、監督・脚本）
- 「メロスの誕生」（2023年、日本映画放送、監督・脚本）
- わかっていても the shapes of love  全８話（2024年、ABEMA, Netflix、監督・脚本）

### 広告作品
- スタジオジブリ制作 愛知県観光動画『風になって、遊ぼう。』（2022年、監督）

### ミュージック・ビデオ
- THE TOKYO「ROCK ROCK ROCK／俺たちのグッド・バイ」（2014年）
- DieByForty「Ames Souers」（2015年）
- URBAN SENTO（JAPAN MADE PROJECT TOKYO） 江本祐介 「新しい光」（2020年）

### 詩集
- 雪に至る都（2007年）

### 寄稿
- 『シンゴジラが壊す、実写とアニメの境界線』(日経BP「シンゴジラ、わたしはこう読む」[11]。　2016年10月)
- 『大学一年』(「すばる」2017年3月号)
- 『ライ麦畑の真ん中にて』(「coyote No61」2017年3月)
- 『物語のない海辺』(「すばる」2017年7月号)
- 『昏い風が吹く』(「すばる」2017年9月号)
- 『世界を発見するということ』(「詩とファンタジー」No.36 2017年10月号)
- 『映画「少年時代」について』（北日本新聞2019年9月27日）
- 『三島由紀夫とは誰だったのか』（新潮社yomyom vol.60 2020年2月号「午前一時のノスタルジア」）
- 『わたしが私とであうとき〜”ジョン・F・ドノヴァンの死と生”をめぐって〜』（キネマ旬報 2020年3月下旬映画業界決算特別号 No.1834）
- 『闇と見つめ合う～「殺人の追憶」をめぐって～』（文藝別冊「ポン・ジュノ　『パラサイト　半地下の家族』で頂点を極めた映画の怪物」2020年8月）

### 連載
- 「中川龍太郎の雑感」（『cinemotion』2016年秋号～）

## 映画祭
- 2012年 ボストン国際映画 最優秀撮影賞（『Calling』）
- 2013年 ニューヨーク市国際映画祭 コンペティション部門入選（『雨粒の小さな歴史』）
- 2014年 東京国際映画祭 スプラッシュ部門入選（『愛の小さな歴史』）
- 2015年 東京国際映画祭 スプラッシュ部門入選（『走れ、絶望に追いつかれない速さで』）
- 2017年 モスクワ国際映画祭 メインコンペティション部門 国際映画批評家連盟賞、ロシア映画批評連盟特別表彰（『四月の永い夢』）
- 2017年 台北映画祭 アジアプリズム部門（『四月の永い夢』）
- 2019年 モスクワ国際映画祭 特別招待（『わたしは光をにぎっている』）
- 2019年 釜山国際映画祭 上映（『静かな雨』）
- 2019年 東京フィルメックス コンペティション部門 観客賞（『静かな雨』）
- 2020年 大阪アジアン映画祭 クロージング作品（『蒲田前奏曲 第一番・蒲田哀歌』）
- 2020年 おおさかシネマフェスティバル2020 新人監督賞（『わたしは光をにぎっている』）
- 2022年 ウディネ・ファーイースト映画祭 コンペティション部門入選（『やがて海へと届く』）
- 2023年 東京国際映画祭 ガラ・セレクション部門正式招待（『MY (K)NIGHT マイ・ナイト』）

## 出演

### 映画
- そこにきみはいて（2025年11月28日公開予定） - 中野慎吾 役[12]